# Jimmy Cliff
Jimmy Cliff, pravim imenom James Chambers, (Somerton District, Saint James Parish, Jamajka, 1. travnja 1948.) je jamajčanski ska i reggae glazbenik, pjevač i glumac. Jedini je živi glazbenik koji je nositelj Ordena za zasluge, najviše počasti koje dodjeljuje jamajčanska vlada za zasluge u znanosti i umjetnosti.

## Diskografija

### Albumi
- Hard Road to Travel (siječanj 1968.)
- Can't Get Enough Of It (1968.) (isključivo za Jamajku)
- Jimmy Cliff (UK: prosinac 1969.) (ili Wonderful World, Beautiful People) (US: siječanj 1970.)
- Two Worlds (1971.) (isključivo za Jamajku) odnosno Goodbye Yesterday (1971.) (isključivo za Nizozemsku, s tri različite skladbe)
- Another Cycle (rujan 1971.) (isključivo za UK)
- Wild World (1971.) (isključivo za Francusku i Italiju)
- The Harder They Come (UK: srpanj 1972.) (US: veljača1973.) #140 US
- Struggling Man (UK: listopad 1973) (US: lipanj 1974.) (materijal snimljen 1971.)
- Unlimited (UK: kolovoz 1973.) (US: 1973.) (reizdan 1976. kao The King Of Reggae)
- House Of Exile (UK: prosinac 1974.) (ili Music Maker (US: 1974.))
- Brave Warrior (1975.)
- Follow My Mind (studeni 1976.)  # 195 US
- In Concert: The Best of Jimmy Cliff (1976.)
- Give Thankx (1978.)
- I Am The Living (srpanj 1980.)
- Give the People What They Want (rujan 1981., s Compass Point All Stars)
- Special (srpanj 1982.)  #186 US
- The Power and the Glory (listopad 1983.)
- Cliff Hanger (kolovoz 1985.)
- Club Paradise (1986.)
- Hanging Fire (ožujak 1988.)
- Images (listopad 1989.)
- Save Our Planet Earth (listopad 1990.)
- Breakout (1992.)  #11 US World  #60 R&B
- Higher and Higher (svibanj 1996.)
- Journey of Lifetime (1998.)
- Humanitarian (lipanj 1999.)
- Fantastic Plastic People (2002.)
- Black Magic (2004.) #11 Reggae
- Sacred Fire EP (2012.) #1 Reggae
- Rebirth (2012.) #83 UK #76 US[2]
- The KCRW Session (2013.), Universal

### Kompilacije
Djelomični popis kompilacija.
- The Best Of Jimmy Cliff (Island, 1975.) (dvostruka ploča)
- Oh Jamaica (EMI, 1979.)
- Many Rivers To Cross (Hallmark, 1995.)
- Ultimate Collection (Hip-O/Universal, 1999.)
- We All Are One: The Best Of (Sbme Special Mkts, 2002.)
- Many Rivers To Cross: The Best Of (Trojan, 2003.)
- Anthology (Hip-O/Universal, 2003.) (dvostruki CD)
- 20th Century Masters: The Best Of (Universal, 2004.)
- This Is Crucial Reggae (Trojan/Sanctuary, 2004.)
- The EMI Years (Virgin Frontline, 2004.)
- Goodbye Yesterday: The Legendary Lost Album (Hip-O Select/Universal, 2004.) (rijetki materijali 1968. – 72.)
- Better Days Are Coming: The A&M Years 1969-1971 (Hip-O Select/Universal, 2005.)
- Super Hits (Sony/BMG, 2007.)
- King Of Kings (Sanctuary (Trojan), 2008.) (dvostruki CD)
- Reggae Legends (Sanctuary (Trojan), 2008.)
- Harder Road To Travel: The Collection (Sanctuary (Trojan), 2010.) (dvostruki CD)

### Singlovi
- "Wonderful World, Beautiful People" - 1969. - Trojan Records - #6 UK #25 U.S.
- "Come Into My Life" #89 U.S.
- "Viet Nam" - 1970. - Trojan - #46 UK
- "Wild World" - 1970. - Island Records - #8 UK
- "Reggae Night" - 1983.
- "I Can See Clearly Now" - 1993. - Columbia Records - #23 UK - #18 U.S #9 AC
- "Hakuna Matata" - 1995. #26 AC[3]

## Nagrade
- Grammy
- Dvorana slavnih rock and rolla
- Orden za zasluge Jamajke

## Vanjske poveznice
- Službene stranice
- Jimmy Cliff na Allmusic-u
- Razgovor s Grahamom Brown-Martinom za časopis Air Jamaica's Skywritings
- Jimmy Cliff among 100 black screen icons
- Video odjeljak stranica Britanske konzervativne stranke, gdje je You Can Get It If You Really Want bila pjesmom za kampanju  Arhivirana inačica izvorne stranice od 9. svibnja 2008. (Wayback Machine)
- PBS Program: Tavis Smiley Episode: Reggae pioneer Jimmy Cliff, 11/18/2011